# Deixem os Campos ao Sol
Deixem os Campos ao Sol (1968) é uma peça teatral do teatrólogo brasileiro Aldo Calvet (1911-1993).

## Sinopse
Uma figura folclórica de um ermitão se revolta contra a destruição de uma área verde para dar lugar a uma cidade. Um jogo cênico entre a ideologia e os interesses financeiros.